# Panamamyia silbergliedi
Panamamyia silbergliedi är en tvåvingeart som beskrevs av Norman E. Woodley 2008. Panamamyia silbergliedi ingår i släktet Panamamyia och familjen vapenflugor.
Artens utbredningsområde är Panama. Inga underarter finns listade i Catalogue of Life.